# Zoran Švonja
Zoran Švonja (in serbo Зоран Швоња?; Novi Sad, 4 ottobre 1995) è un calciatore serbo, centrocampista del Naftagas Elemir.

## Carriera
Ha giocato nella massima serie serba.